# Diocesi di Haimen
La diocesi di Haimen (in latino Dioecesis Haemenensis) è una sede della Chiesa cattolica in Cina suffraganea dell'arcidiocesi di Nanchino. Nel 1950 contava 40.149 battezzati su 5.200.000 abitanti. La sede è vacante.

## Territorio
La diocesi comprende la parte orientale della provincia cinese di Jiangsu.
Sede vescovile è la città di Haimen, dove si trova l'antica cattedrale del Sacro Cuore di Gesù, mentre a Nantong sorge la cattedrale del Buon Pastore.

## Storia
Il vicariato apostolico di Haimen fu eretto l'11 agosto 1926 con la bolla Ut aucto di papa Pio XI, ricavandone il territorio dal vicariato apostolico di Nanchino (oggi arcidiocesi). Il primo vicario fu tra i primi sei vescovi cinesi ordinati da papa Pio XI nel 1926 a Roma.
L'11 aprile 1946 il vicariato apostolico è stato elevato a diocesi con la bolla Quotidie Nos di papa Pio XII.
Il 21 aprile 2010 è stato ordinato il nuovo vescovo, Giuseppe Shen Bin, rappresentante della Chiesa cattolica governativa, ma riconosciuto dalla Santa Sede. Il precedente vescovo, Matthew Yu Chengcai, non riconosciuto da Roma, era morto nel 2006.

## Cronotassi dei vescovi
Si omettono i periodi di sede vacante non superiori ai 2 anni o non storicamente accertati.
- Simon Zhu Kai-min, S.I. † (2 agosto 1926  - 22 febbraio 1960 deceduto)
  - Sede vacante
  - Matthew Yu Chengcai † (15 novembre 1959 consacrato - 18 marzo 2006 deceduto) (vescovo ufficiale)
  - Mark Yuan Wen Jae † (1985 consacrato - marzo 2007 deceduto) (vescovo clandestino)
  - Giuseppe Shen Bin (21 aprile 2010 consacrato - 15 luglio 2023 confermato vescovo di Shanghai)[2]

## Statistiche
La diocesi nel 1950 su una popolazione di 5.200.000 persone contava 40.149 battezzati, corrispondenti allo 0,8% del totale.
| anno | popolazione | popolazione | popolazione | presbiteri | presbiteri | presbiteri | presbiteri                | diaconi | religiosi | religiosi | parrocchie |
| anno | battezzati  | totale      | %           | numero     | secolari   | regolari   | battezzati per presbitero | diaconi | uomini    | donne     | parrocchie |
| ---- | ----------- | ----------- | ----------- | ---------- | ---------- | ---------- | ------------------------- | ------- | --------- | --------- | ---------- |
| 1950 | 40.149      | 5.200.000   | 0,8         | 47         | 47         |            | 854                       |         |           | 51        | 140        |

Secondo alcune fonti statistiche, nel 2011 la diocesi contava circa 30.000 fedeli, 11 sacerdoti, una ventina di religiose e 24 parrocchie.